# Els Caus – els Pinetons
Els Caus – els Pinetons és una urbanització del nord-oest del terme municipal de Terrassa, la més allunyada de la ciutat, aproximadament a uns vuit quilòmetres del nucli urbà, adscrita al districte 5, al límit amb Vacarisses. Situada en una àrea boscosa de la serra de l'Obac, consta de dos sectors, els Caus, que és una continuació de la urbanització homònima del municipi veí de Vacarisses, i els Pinetons, situada més al sud, damunt la carena de la Pineda. La part terrassenca dels Caus està limitada al nord per la carretera de Rellinars (B-122), on hi ha l'accés nord a la urbanització, prop del km 10, vora la collada de l'Obac; a l'oest té la part principal de la urbanització, dins el terme de Vacarisses; a l'est hi ha el torrent de la Serra Llarga, que a partir dels Caus del Guitard s'anomena torrent dels Caus, i al sud enllaça amb els Pinetons, els quals per la seva banda tenen el límit occidental al torrent del Llor; tots aquests torrents són tributaris de la riera de Gaià, un dels afluents del Llobregat. Als Pinetons i a la part sud dels Caus s'hi accedeix també per la carretera B-122 prop del km 7, abans d'arribar als Caus del Guitard, d'on surt el trencall en direcció oest.
Ocupa una extensió de 0,38 km² i té una població de 38 habitants el 2021.
Aquest barri, el més separat de la trama urbana de la ciutat, agafa el nom dels Caus del Guitard, una surgència o font de grans proporcions que només raja en comptades ocasions, després de fortes precipitacions, i que és tot un espectacle de la natura. La banda dels Pinetons fa referència als boscos de pins d'aquesta zona, i també a la seva situació sobre la carena de la Pineda i vora el torrent del Pi Bonic. Algunes parts dels Pinetons es troben dins el Parc Natural de Sant Llorenç del Munt i l'Obac.
Depèn de la parròquia de la Santa Creu, al barri de Sant Pere.